# Người Mandar
Người Mandar là nhóm sắc tộc cư trú ở tỉnh Tây Sulawesi của Indonesia.
Người Mandar nói tiếng Mandar là ngôn ngữ thuộc nhóm phụ phía Bắc của nhóm ngôn ngữ Nam Sulawesi thuộc ngữ tộc Malay-Polynesia trong ngữ hệ Austronesia. Ngôn ngữ gần nhất với tiếng Mandar là tiếng Toraja (Toraja-Sa'dan) .